# Euchlanis deflexa
Euchlanis deflexa är en hjuldjursart som först beskrevs av Gosse 1851.  Euchlanis deflexa ingår i släktet Euchlanis och familjen Euchlanidae. Arten är reproducerande i Sverige. Inga underarter finns listade i Catalogue of Life.